# Igor Vekič
Igor Vekič (ur. 6 maja 1998 w Lublanie) – słoweński piłkarz grający na pozycji bramkarza w duńskim klubie Vejle BK oraz reprezentacji Słowenii. Uczestnik Mistrzostw Europy 2024.